# Conus violaceus
Espèce
Statut de conservation UICN

 LC  : Préoccupation mineure
Conus violaceus est une espèce de mollusques gastéropodes marins de la famille des Conidae.
Comme toutes les espèces du genre Conus, ces escargots sont prédateurs et venimeux. Ils sont capables de « piquer » les humains et doivent donc être manipulés avec précaution, voire pas du tout.

## Description
La taille de la coquille de taille moyenne à grande varie entre 39 mm et 93 mm. La coquille est modérément solide et brillante. La spire brun clair a une hauteur moyenne avec un apex arrondi et pointu. Ses suture sont étroitement cannelées. L'épaule est indistincte. Le verticille du corps a une forme conoïde-cylindrique étroite. L'ouverture blanche est étroite et s'élargit vers l'avant. L'épaisse lèvre externe est droite, légèrement inclinée sous l'épaule. La couleur de fond de la coquille est blanche, traversée de stries axiales brun clair et de trois bandes spiralées châtaignes. La base de la coquille est teintée de violet,. 

## Distribution
Cette espèce est présente dans l'océan Indien au large de l'Afrique de l'Est, de l'île Maurice, des Chagos et des îles Mascareignes. Elle est très rare au large de la côte indienne du Tamil Nadu. de l'Inde.

### Niveau de risque d’extinction de l’espèce
Selon l'analyse de l'UICN réalisée en 2011 pour la définition du niveau de risque d'extinction, cette espèce d'eau peu profonde est présente dans l'est de l'océan Indien, y compris sur la côte de l'Afrique de l'Est, à Madagascar et dans les îles environnantes. Cette espèce n'a pas de menaces connues pour sa population. Elle a donc été évaluée comme étant de préoccupation mineure.

## Taxonomie

### Publication originale
L'espèce Conus violaceus a été décrite pour la première fois en 1791 par le naturaliste et chimiste allemand Johann Friedrich Gmelin dans « Systema Naturae Linneaeus (ed) Ed 13 »,.

### Synonymes
- Conus (Virgiconus) violaceus Gmelin, 1791 · appellation alternative
- Conus tendineus Hwass, 1792 · non accepté
- Hermes violaceus (Gmelin, 1791) · non accepté
- Pseudohermes violaceus (Gmelin, 1791) · non accepté